# Rainbow Kitten Surprise
Rainbow Kitten Surprise ist eine US-amerikanische Alternative/Indie-Band aus Boone und Robbinsville in North Carolina. Ihr Sound wurde von Künstlern wie Modest Mouse, Kings of Leon, Frank Ocean und Schoolboy Q beeinflusst.

## Geschichte
Rainbow Kitten Surprise wurde 2013 von Ela Melo und Darrick Keller gegründet, während beide an der Appalachian State University studierten. Ihre erste EP Mary nahmen Melo und Keller in ihrem Studentenwohnheim auf. Ethan Goodpaster, Jess Haney und Charlie Holt wurden später Mitglieder der Band. Rainbow Kitten Surprise veröffentlichten ihr erstes Album Seven eigenständig und ohne die Hilfe eines Label. Seven wurde später zusammen mit Mary neu veröffentlicht. Zwischen 2014 und 2017 trat Rainbow Kitten Surprise auf verschiedenen Festivals, wie dem Bonnaroo Music Festival auf.
Anfang 2018 wurde das Album How To: Friend, Love, Freefall veröffentlicht. Die daraufhin im Frühling 2018 veröffentlichte Single Fever Pitch erreichte Platz 34 der Billboard Alternative Song Charts.
Im Mai 2019 veröffentlichte Rainbow Kitten Surprise Mary (B-Sides).

## Diskografie
- 2013: Seven + Mary (Album)
- 2015: RKS (Album, Split Rail Records)
- 2018: How To: Friend, Love, Freefall (Album, Elektra, US: Gold)
- 2018: It’s Called: Freefall (Single, AT: Gold, US: Platin)
- 2019: Mary (B-Sides) (Single, Elektra)
- 2024: Love Hate Musicbox (Album)

## Auszeichnungen für Musikverkäufe
| Goldene Schallplatte - Polen - 2024: für die Single It’s Called: Freefall Platin-Schallplatte - Australien - 2024: für die Single It’s Called: Freefall | 2× Platin-Schallplatte - Kanada - 2024: für die Single It’s Called: Freefall |

Anmerkung: Auszeichnungen in Ländern aus den Charttabellen bzw. Chartboxen sind in ebendiesen zu finden.
| Land/RegionAuszeichnungen für Musikverkäufe (Land/Region, Auszeichnungen, Verkäufe, Quellen) | Gold     | Platin     | Verkäufe  | Quellen         |
| -------------------------------------------------------------------------------------------- | -------- | ---------- | --------- | --------------- |
| Australien (ARIA)                                                                            | —        | Platin1    | 70.000    | aria.com.au     |
| Kanada (MC)                                                                                  | —        | 2× Platin2 | 160.000   | musiccanada.com |
| Österreich (IFPI)                                                                            | Gold1    | —          | 15.000    | ifpi.at         |
| Polen (ZPAV)                                                                                 | Gold1    | —          | 25.000    | olis.pl         |
| Vereinigte Staaten (RIAA)                                                                    | Gold1    | Platin1    | 1.500.000 | riaa.com        |
| Vereinigtes Königreich (BPI)                                                                 | Gold1    | —          | 400.000   | bpi.co.uk       |
| Insgesamt                                                                                    | 4× Gold4 | 4× Platin4 |           |                 |